# Walentynian III
Walentynian III (Valentinianus III, Flavius Placidius Valentinianus, ur. 2 lipca 419 r. w Rawennie, zm. 16 marca 455) – Cesarz zachodniorzymski od 425 r.

## Życiorys
Wnuk Teodozjusza Wielkiego, syn późniejszego cesarza Konstancjusza III i Galli Placydii. Urodził się 2 lipca 419 r. w Rawennie. Ok. 421-422 jego matka popadła w konflikt z bratem, cesarzem Honoriuszem, i schroniła się w Konstantynopolu. Tam po śmierci Honoriusza (423 r.) cesarz wschodu Teodozjusz II uznał Walentyniana jako władcę ziem zachodnich i rok później doprowadził do jego zaręczyn ze swoją córką Licynią Eudoksją.
Po pokonaniu uzurpatora Jana sześcioletni Walentynian wrócił w październiku 425 r. na zachód, gdzie został uznany cesarzem, jednak faktyczną władzę sprawowała jego matka – Galla Placydia, a później wódz Aecjusz Flawiusz, który w wyniku politycznych układów został mianowany magister militum per Galias. Przez pierwsze 12 lat panowania pozostawał w cieniu matki rywalizującej z Aecjuszem, ale przez większość życia był zdominowany przez otoczenie. W 437 r. Gallę Placydię odsunięto od władzy, ale Walentynian wiele kompetencji pozostawił w rękach Aecjusza.
Za regencji jego matki Wandalowie osiedlili się w Afryce, tworząc państwo, które w 439 r. odrzuciło zwierzchność Rzymian, a Walentynian nie potrafił powstrzymać ich napadów na Italię. W latach 430. i 440. imperator biernie uznawał prowadzoną przez Aecjusza politykę osiedlania Burgundów, Wizygotów i Alanów na ziemiach zachodniego cesarstwa. Na przełomie lat 440/450 błędne rachuby Aecjusza poskutkowały inwazją plemiennego związku Hunów pod wodzą Attyli na Galię (451 r.) i północną Italię (452 r.). Ich najazd spowodował znaczące straty i zmusił dwór do przeprowadzki do Rzymu, gdzie biskup Leon I i dwóch senatorów podjęło się negocjacji z Attylą, choć bez inicjatywy ze strony samego cesarza. Ostatecznie najazd Hunów powstrzymany został zwycięstwem Aecjusza w bitwie na Polach Katalaunijskich (451 r.).
Walentynian wspierał mocno biskupów Rzymu, szczególnie Leona I, popierając jego pretensje do zwierzchności nad całym chrześcijaństwem (m.in. dekretem z 444 r.); cesarz stał też po jego stronie w sporach na soborze chalcedońskim. Chociaż władzy Walentyniana nie podważył żaden uzurpator, a jego obie córki przyczyniły się do umocnienia pozycji rodu, to za jego nieudolnego panowania wystąpiły liczne procesy powodujące dezintegrację zachodniego cesarstwa. Za czasów Walentyniana III zachodnie państwo rzymskie utraciło znaczną część swych terytoriów, ograniczając się jedynie do Italii, wysp w zachodniej części Morza Śródziemnego i tych części Galii i Hiszpanii, w których władzę dzierżyli energiczni rzymscy notable.
21 września 454 r. Walentynian III osobiście zabił Aecjusza wskutek fałszywych doniesień kwestionujących jego lojalność. Według Priskusa Aecjusz przedstawiał cesarzowi sprawozdanie finansowe, gdy Walentynian nagle oskarżył go o odpowiedzialność za podupadanie państwa i spisek w celu odebrania mu władzy. Następnie razem z eunuchem Herakliuszem rzucili się na bezbronnego Aecjusza zabijając triumfatora z Pól Katalaunijskich na miejscu. Gdy po tym wszystkim Walentynian spytał jednego z doradców czy dobrze postąpił, ten odpowiedział: "Czy dobrze, czy nie dobrze, nie wiem. Wiem natomiast że lewą ręką odciąłeś sobie prawą."
Wkrótce potem, 16 marca 455 r., cesarz zginął na Polu Marsowym w Rzymie zamordowany przez Optelasa i Traustilę – byłych podkomendnych Aecjusza, podjudzonych przez Petroniusza Maksymusa - senatora z ambicjami politycznymi. Zamach przeprowadzono gdy Walentynian ćwiczył jazdę i łucznictwo. Więc kiedy Cesarz zsiadł z konia aby strzelać Optelas uderzył go w głowę. Gdy, jeszcze żywy, cesarz odwrócił się by ujrzeć swego oprawcę - ten zadał śmiertelny cios. Traustila w międzyczasie zabijał eunucha Herakliusza.
Następnie władzę na krótki okres przejął Petroniusz. Nie odniósł on jednak sukcesu jako władca cesarstwa zachodniorzymskiego czego skwitowaniem był spowodowany przez niego najazd Genzeryka i jego wandalów na państwo i jego dwutygodniowe łupienie. Gdy Petroniusz starał się, incognito, opuścić tonący okręt został rozpoznany przez lud Rzymski który go "rozszarpał" a zwłoki wrzucił do Tybru.
W 437 r. pojął w Konstantynopolu za żonę Licynię Eudoksję – córkę Teodozjusza II i Greczynki Ateny Eudokii, z którą miał córki Eudokię i Placydię.
Wywód przodków:
| 4. N.N.                |  |                    |  |  |                    |
|                        |  | 2. Constantius III |  |  |                    |
| 5. N.N.                |  |                    |  |  |                    |
|                        |  |                    |  |  | 1. Walentynian III |
| 6. Teodozjusz I Wielki |  |                    |  |  |                    |
|                        |  | 3. Galla Placydia  |  |  |                    |
| 7. Galla               |  |                    |  |  |                    |
|                        |  |                    |  |  |                    |